# نکیسا
نکیسا، موسیقی‌دان، رامشگر ، چنگ‌نواز و خوانندهٔ ایرانی عهد ساسانی است. او استاد چنگ‌نوازی بود و در دربار خسرو پرویز ترانه می‌سرود. نظامی گنجه‌ای در کتاب خسرو و شیرین، و به دنبال او، امیرخسرو دهلوی در کتاب شیرین و خسرو از او یاد کرده‌اند.

## نام
نکیسا از نام پهلوی naxiskã به معنای نغمه خوان می‌آید که آن نیز از واژه پهلوی naxak به معنای نغمه، مشتق شده است.با وجود اینکه نام نکیسا امروزه برای دختران نیز مورد استفاده قرار می گیرد ولی در اصل رامشگر دربار خسرو پرویز که نکیسا نام داشت، مَردی اهل تیسفون بود و علی رغم این تاریخچه، در حال حاضر این اسم فقط برای فرزند دختر مورد تایید ثبت احوال ایران است. 

## پیشه
نکیسا با باربد در ساخت قطعه هفت‌نوازی معروف سرود خسروانی همکاری کرده‌است. مضامین اصلی ترانه‌های او در ستایش خسرو پرویز بودند. وی همچنین سرود ملی آن زمان را ساخته بود.
موسیقی در دوران شاهنشاهی ساسانی بسیار شکوفا شد چرا که بسیاری از پادشاهان پشتیبان هنر و حتی برخی خود هنرمند بودند. در این دوران شعر، آوازخوانی، موسیقی، و هنر بسیار محبوب شدند و شاهانی همچون خسرو پرویز و اردشیر از نوازندگان پشتیبانی و حمایت کردند. موسیقی‌دانان بسیاری همانند رامتین، بامشاد، باربد، سرکش و نکیسا به استادان بزرگی در موسیقی تبدیل شدند و اثرگذاری‌های آن‌ها از زمانه خود فراتر رفت. باربد و نکیسا دستگاه موسیقی ایرانی، خسروانی، را بسیار تحت تأثیر قرار دادند و به آن کمک کردند. گفته شده که یک بار نکیسا ترانه‌ای سروده که شنوندگان چنان متأثر شدند که بیهوش شدند یا جامه‌های خود را دریدند (جامه‌دران).